# Sainte-Foy-lès-Lyon
Pour les articles homonymes, voir Sainte Foy et Lyon (homonymie).
Sainte-Foy-lès-Lyon est une commune française située dans la métropole de Lyon en région Auvergne-Rhône-Alpes.
Ses habitants s'appellent les Fidésiens.

## Géographie
Sainte-Foy-lès-Lyon surplombe Lyon par l'ouest, juste au sud de la basilique Notre-Dame de Fourvière, au-dessus du confluent du Rhône et de la Saône à l'est et de la vallée de l'Yzeron à l'ouest et au sud, en limite des communes de Francheville et Oullins-Pierre-Bénite.
Le centre-ville de Sainte-Foy est à 15 minutes en voiture de la presqu'île lyonnaise. La ville est mitoyenne, au Nord, du 5e arrondissement de Lyon, à l'Est, de La Mulatière, à l'Ouest, de Francheville, au Sud d'Oullins-Pierre-Bénite et de Chaponost.

### Transports et communications

#### Transports en commun
La ville est desservie par plusieurs bus du réseau  TCL :
- - Perrache <> Francheville Taffignon
- - Bellecour Le Viste <> Fort du Bruissin
- - Gare d'Oullins <> Sainte-Foy Place Saint-Luc
- - Gare d'Oullins <> Thurins Mairie
- - Gare d'Oullins <> Saint-Genis-Laval Hôpital Lyon Sud
- - Gare d'Oullins <> Gorge de Loup
- - Croix Rousse <> Valdo
- - Perrache - Sainte-Foy Châtelain
- - Gorge de Loup <> Charcot La Source
- - Valmy Place Ferber <> Sainte-Foy Châtelain

### Climat
Pour des articles plus généraux, voir Climat d'Auvergne-Rhône-Alpes et Climat du Rhône.
En 2010, le climat de la commune est de type climat océanique dégradé des plaines du Centre et du Nord, selon une étude du Centre national de la recherche scientifique s'appuyant sur une série de données couvrant la période 1971-2000. En 2020, Météo-France publie une typologie des climats de la France métropolitaine dans laquelle la commune est dans une zone de transition entre le climat semi-continental et le climat de montagne et est dans la région climatique  Nord-est du Massif Central, caractérisée par une pluviométrie annuelle de 800 à 1 200 mm, bien répartie dans l’année.
Pour la période 1971-2000, la température annuelle moyenne est de 11,8 °C, avec une amplitude thermique annuelle de 17,9 °C. Le cumul annuel moyen de précipitations est de 859 mm, avec 9 jours de précipitations en janvier et 6,8 jours en juillet. Pour la période 1991-2020, la température moyenne annuelle observée sur la station météorologique de Météo-France la plus proche, « Saint-Genis-Laval », sur la commune de Saint-Genis-Laval à 4 km à vol d'oiseau, est de 12,8 °C et le cumul annuel moyen de précipitations est de 782,6 mm,. Pour l'avenir, les paramètres climatiques de la commune estimés pour 2050 selon différents scénarios d'émission de gaz à effet de serre sont consultables sur un site dédié publié par Météo-France en novembre 2022.
| Mois                                  | jan.             | fév.             | mars           | avril           | mai             | juin           | jui.           | août           | sep.            | oct.            | nov.            | déc.             | année      |
| ------------------------------------- | ---------------- | ---------------- | -------------- | --------------- | --------------- | -------------- | -------------- | -------------- | --------------- | --------------- | --------------- | ---------------- | ---------- |
| Température minimale moyenne (°C)     | 1                | 1,3              | 4,2            | 6,9             | 10,7            | 14,3           | 16,3           | 16             | 12,4            | 9,2             | 4,6             | 1,7              | 8,2        |
| Température moyenne (°C)              | 3,9              | 5                | 9              | 12,2            | 16              | 20             | 22,3           | 22             | 17,7            | 13,3            | 7,8             | 4,5              | 12,8       |
| Température maximale moyenne (°C)     | 6,9              | 8,7              | 13,7           | 17,4            | 21,4            | 25,7           | 28,2           | 28,1           | 22,9            | 17,3            | 10,9            | 7,3              | 17,4       |
| Record de froid (°C) date du record   | −19,3 17.01.1893 | −18,4 04.02.1917 | −10,6 01.03.05 | −3,8 08.04.03   | −0,3 04.05.1941 | 0,2 10.06.1967 | 5,8 08.07.1954 | 6,5 31.08.1940 | 0 04.09.1917    | −4,7 27.10.1887 | −9,5 28.11.1915 | −17,3 22.12.1938 | −19,3 1893 |
| Record de chaleur (°C) date du record | 19,4 30.01.13    | 22,5 15.02.1958  | 25,7 31.03.21  | 29,7 19.04.1949 | 34,7 24.05.09   | 38,7 22.06.03  | 40,2 31.07.20  | 41,5 13.08.03  | 36,7 05.09.1949 | 29,7 02.10.23   | 22,8 07.11.1955 | 19,2 03.12.1961  | 41,5 2003  |
| Précipitations (mm)                   | 48,1             | 36,7             | 46,5           | 67,7            | 75              | 67,5           | 64,8           | 63,2           | 79,8            | 94,5            | 90,1            | 48,7             | 782,6      |

## Urbanisme

### Typologie
Au 1er janvier 2024, Sainte-Foy-lès-Lyon est catégorisée grand centre urbain, selon la nouvelle grille communale de densité à sept niveaux définie par l'Insee en 2022.
Elle appartient à l'unité urbaine de Lyon, une agglomération inter-départementale regroupant 123  communes, dont elle est une commune de la banlieue,,. Par ailleurs la commune fait partie de l'aire d'attraction de Lyon, dont elle est une commune du pôle principal,. Cette aire, qui regroupe 397 communes, est catégorisée dans les aires de 700 000 habitants ou plus (hors Paris),.

### Occupation des sols
L'occupation des sols de la commune, telle qu'elle ressort de la base de données européenne d’occupation biophysique des sols Corine Land Cover (CLC), est marquée par l'importance des territoires artificialisés (95 % en 2018), en augmentation par rapport à 1990 (77,1 %). La répartition détaillée en 2018 est la suivante : 
zones urbanisées (90,3 %), zones industrielles ou commerciales et réseaux de communication (4,4 %), zones agricoles hétérogènes (4,4 %), forêts (0,6 %), espaces verts artificialisés, non agricoles (0,3 %). L'évolution de l’occupation des sols de la commune et de ses infrastructures peut être observée sur les différentes représentations cartographiques du territoire : la carte de Cassini (XVIIIe siècle), la carte d'état-major (1820-1866) et les cartes ou photos aériennes de l'IGN pour la période actuelle (1950 à aujourd'hui).

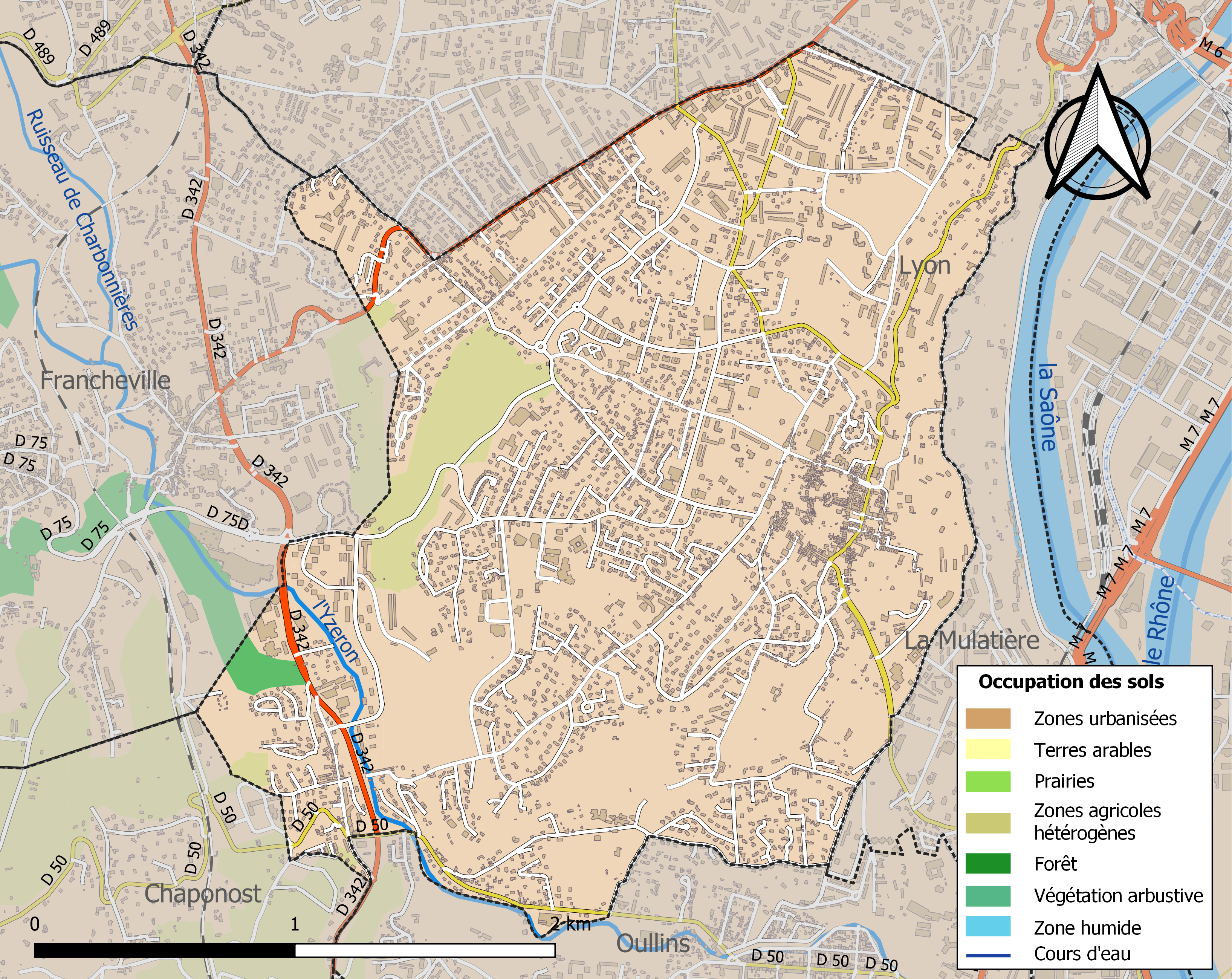
Carte des infrastructures et de l'occupation des sols de la commune en 2018 (CLC).

## Toponymie

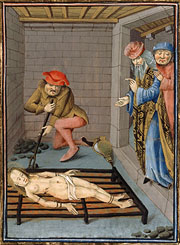
Martyre de sainte Foy

Le nom de la commune est constitué de Foy, martyre qui serait morte à Agen au IIIe siècle, et d'une référence à sa proximité avec Lyon, différenciant ainsi la ville de ses homonymes .

## Histoire

### Époque romaine
Le site, proche de la capitale des Gaules Lugdunum, connaît une activité intense à l'époque romaine. Le territoire situé dans le prolongement sud de la ville antique est traversé par deux voies romaines au moins : la voie narbonnaise reliant Lugdunum à Vienne par la rive droite du Rhône, située sous l'actuel chemin des Fontanières, et une autre voie supposée en direction de Saint-Symphorien-sur-Coise qui emprunterait le chemin de Chantegrillet. L'aqueduc romain du Gier a laissé des vestiges en sept points différents du territoire actuel : le siphon de l'Yzeron et son réservoir terminal, la tranchée dite « de Narcel », les arches du chemin de Narcel, le tunnel du Vingtain, entièrement détruit, la tranchée du Fort, les arches de la rue Georges Clemenceau et la tranchée de Chavril. D'autres vestiges ont été observés, notamment des fosses datant de l'Antiquité tardive ou du haut Moyen Âge, des tegulae et céramiques antiques, un fragment de sarcophage, des traces de bâtiments dont la fonction est inconnue et une habitation gallo-romaine.

### Sainte-Foy en 1170
C'est en 1170 qu'apparaît la plus ancienne mention connue de Sainte-Foy qui appartient aux chanoines de Saint-Just[réf. nécessaire]. En 1189, elle passe sous la dépendance du chapitre de Saint-Jean jusqu'à la Révolution.

### XVIIIesiècle
Au cours de la Révolution française, la commune porte provisoirement les noms de Bonnefey et de Mont-Chalier.

### XIXesiècle

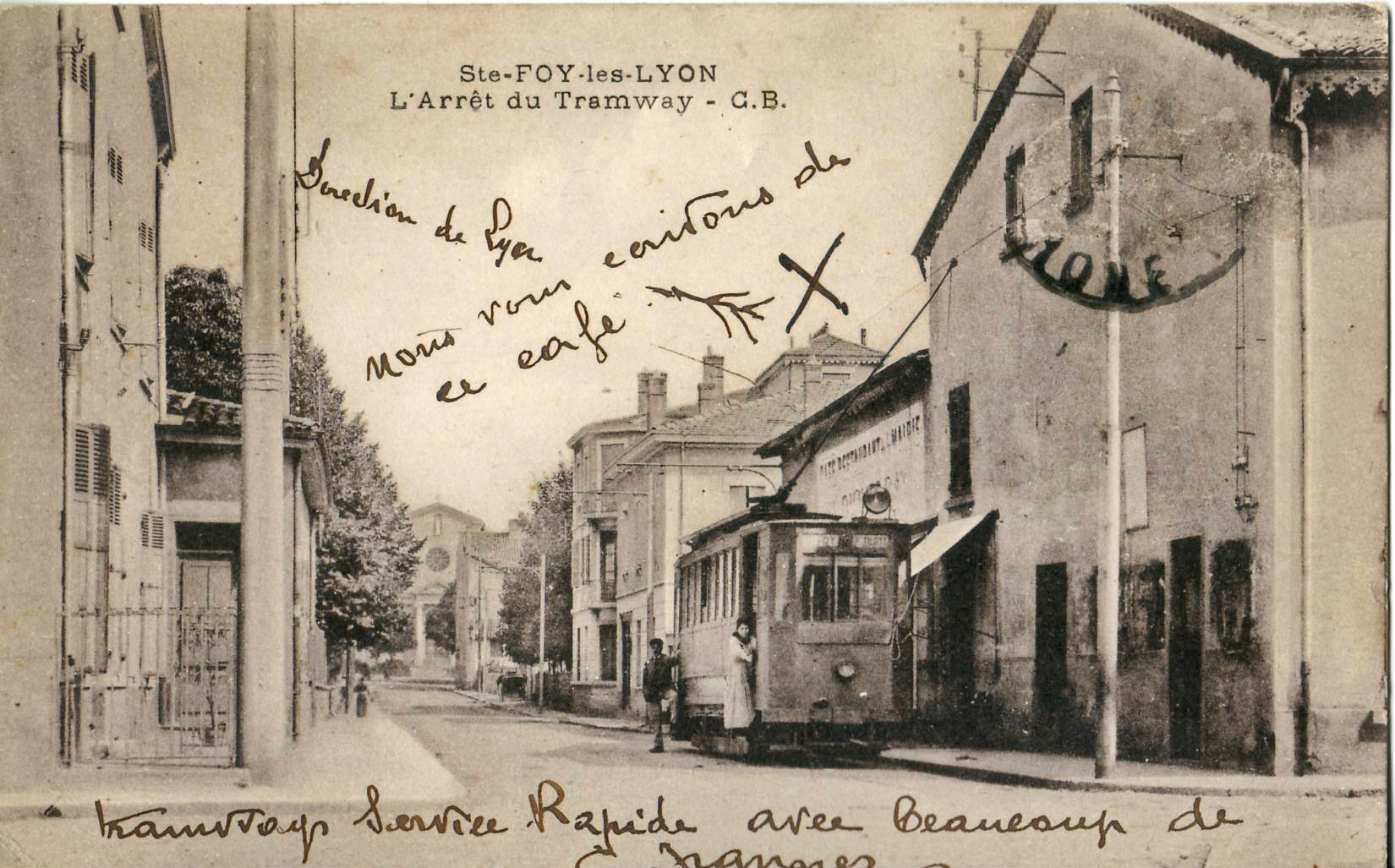
L'arrêt du tramway

Dès 1834, une mairie-école est construite et, l'année suivante, est créé un service d'omnibus à chevaux. En 1840, un marché hebdomadaire voit le jour et trois ans plus tard l'église paroissiale est reconstruite après la démolition complète de l'ancien édifice. L'année suivante est marquée par la mort de Laurent Mourguet, le créateur de Guignol, époux d'une Fidésienne, Jeanne-Marie Trigon, dont la maison natale est devenue un cinéma d'art et d'essai portant son nom d'épouse (Cinéma Jeanne Mourguet).
En 1871, on perce l'avenue Valioud. À partir de 1880, la viticulture, ruinée par le phylloxera, laisse peu à peu place à l'arboriculture et aux propriétés résidentielles. En 1885, La Mulatière est détachée de Sainte-Foy et devient une commune indépendante.
Dans les années 1870, la commission chargée par la ville de Lyon de trouver l'emplacement de son futur observatoire astronomique choisit un site sur la commune de Sainte-Foy. Cependant, Charles André, fondateur et premier directeur de l'établissement, ignorera ces travaux et choisira de construire l'observatoire à Saint-Genis-Laval.
En 1893, un hôpital est créé par le Dr Barral, cependant que la même année une ligne de tramways électriques de la Société du tramway de Sainte Foy est mise en service, avant d'être reprise en 1898 par le Fourvière Ouest-Lyonnais, lui-même absorbé en 1911 par l'OTL. L'éclairage des rues est installé en 1894.

### XXeetXXIesiècles
L'activité économique de Sainte-Foy-Lès-Lyon a principalement été tournée autour de l'agriculture au début et milieu du XXe siècle, avec entre autres les exploitations maraichères de la famille Moyroud.
En 1968, la ville est jumelée avec Limburg an der Lahn en Allemagne de l'Ouest. L'année suivante, la commune entre dans la communauté urbaine de Lyon (COURLY).
La vie économique est marquée par l'installation des Laboratoires Boiron en 1974 et la vie religieuse par la visite du pape Jean-Paul II en octobre 1986.
En 2006 est inauguré le troisième gymnase en présence de Jean-François Lamour.
Le 1er janvier 2015, la commune quitte le département du Rhône et rejoint la collectivité territoriale de la métropole de Lyon qui remplace la communauté urbaine.

## Politique et administration

### Administration municipale
Le nombre d'habitants au dernier recensement étant compris entre 20 000 et 29 999, le nombre de membres du conseil municipal est de trente-cinq.

## Population et société

### Démographie
L'évolution du nombre d'habitants est connue à travers les recensements de la population effectués dans la commune depuis 1793. Pour les communes de plus de 10 000 habitants les recensements ont lieu chaque année à la suite d'une enquête par sondage auprès d'un échantillon d'adresses représentant 8 % de leurs logements, contrairement aux autres communes qui ont un recensement réel tous les cinq ans,.

En 2022, la commune comptait 21 893 habitants, en évolution de −0,46 % par rapport à 2016 (Rhône : +3,93 %, France hors Mayotte : +2,11 %).
| 1793  | 1800  | 1806  | 1821  | 1831  | 1836  | 1841  | 1846  | 1851  |
| ----- | ----- | ----- | ----- | ----- | ----- | ----- | ----- | ----- |
| 2 044 | 2 110 | 1 697 | 2 016 | 2 312 | 2 808 | 2 737 | 3 120 | 3 127 |

| 1856  | 1861  | 1866  | 1872  | 1876  | 1881  | 1886  | 1891  | 1896  |
| ----- | ----- | ----- | ----- | ----- | ----- | ----- | ----- | ----- |
| 4 114 | 4 462 | 5 042 | 4 668 | 5 118 | 5 732 | 3 105 | 2 907 | 2 914 |

| 1901  | 1906  | 1911  | 1921  | 1926  | 1931  | 1936  | 1946  | 1954  |
| ----- | ----- | ----- | ----- | ----- | ----- | ----- | ----- | ----- |
| 3 106 | 3 147 | 3 358 | 3 782 | 4 505 | 5 074 | 5 335 | 6 270 | 7 290 |

| 1962  | 1968   | 1975   | 1982   | 1990   | 1999   | 2006   | 2011   | 2016   |
| ----- | ------ | ------ | ------ | ------ | ------ | ------ | ------ | ------ |
| 9 592 | 16 583 | 21 698 | 21 521 | 21 450 | 21 193 | 22 208 | 21 585 | 21 995 |

| 2021   | 2022   | - | - | - | - | - | - | - |
| ------ | ------ | - | - | - | - | - | - | - |
| 21 858 | 21 893 | - | - | - | - | - | - | - |

Le bourg agricole qui ne compte que 5 335 habitants en 1936 a laissé place à une cité de 22 151 habitants en 2007, forte de 130 associations et de 350 entreprises. Sa population ne cesse de s'accroître du fait du cadre de vie attractif et de la proximité de Lyon.
- Autres données (2005)
  - 24,8 % de la population a moins de 20 ans
  - 23,3 % de la population a plus de 60 ans
  - 5,1 % d'étrangers
  - 3 Fidésiens sur 5 habitent la commune depuis 1990
  - 73,5 % de la population vit en immeuble collectif
  - 86,2 % des immeubles ont été construits après 1945

### Enseignement
Sainte-Foy-lès-Lyon est située dans l'académie de Lyon.
La ville est pourvue de 10 écoles primaires, dont 2 sont privées, la plupart accueillant également un cycle pré-élémentaire (maternelle). La ville n'accueille en revanche qu'un seul établissement de cycle secondaire, le collège du Plan du Loup, les plus proches étant le collège Saint-Marc, le collège Charcot, le collège-lycée La Favorite Sainte-Thérèse, le lycée Saint-Just. Le séminaire Saint-Irénée accueillant l'École supérieure de Philosophie et de Théologie était également basé à Sainte-Foy-lès-Lyon (les bâtiments, inscrits en 2007 monument historique, ont été cédés à un promoteur immobilier en 2010).
La ville possède un Conservatoire de musique et de danse, agréé par l'état comme conservatoire à rayonnement communal. Il compte 24 professeurs et 500 élèves, et propose l'enseignement de 21 disciplines instrumentales, et de nombreux ensembles de pratique collective. Il propose une quarantaine de rendez-vous musicaux et chorégraphiques publics par an. Il fait des échanges avec les villes de Limburg an der Lahn (Allemagne), Doncaster et Lichfield (Angleterre). L'école dépend de la mairie, mais son administration et une partie importante de ses cours sont 92, chemin des Fonts. Les lieux suivants sont également utilisés pour les cours : l’école Robert-Schumann (24, rue de Chavril) et pour les répétitions des orchestres et des percussions, la salle de l'Ellipse (24, rue Sainte-Barbe).

### Manifestations culturelles et festivités
Le Conservatoire de musique et de danse propose une quarantaine de concerts par an. Plusieurs chorales résidant à Sainte-Foy produisent également des concerts. La bibliothèque Léopold Sédar Senghor, œuvre de l'architecte Grange-Chavanis, située au 20 de la rue du Châtelain, est un bâtiment de 1 500 m2, fédérant, en plus de sa fonction de bibliothèque de nombreuses manifestations et expositions. La MJC Marcel Achard très grosse association regroupant 2 200 adhérents en plus de ses nombreuses activités culturelles et musicales, accueille également régulièrement des spectacles dans sa salle. Enfin, la ville de Sainte-Foy-lès-Lyon propose également depuis 2014 des rendez-vous culturels variés.
Depuis 1988, la ville possède également un cinéma, initialement appelé le Cinéma Jeanne Mourguet avant d'être renommé Ciné Mourguet. Bâti au 43 Grande Rue, avec une salle, il a déménagé le 20 août 2014 dans de nouveaux locaux, avec deux salles neuves (de 200 et 80 places), au 15 rue Deshay. Classé « Art et Essai » avec les labels « Jeune Public » et « Patrimoine et Répertoire », il se distingue par ses nombreuses séances jeune public et ses multiples débats avec invités (plus de 40 par an). Le cinéma, en partenariat avec le CCCF et la Ville de Sainte-Foy-lès-Lyon, organise depuis 1991 une biennale consacrée aux cinémas et aux cultures africaines : Caravane des Cinémas d'Afrique. La 14e édition, en avril 2016, célèbre les 25 ans du festival.

### Santé
Sainte-Foy-lès-Lyon possède un hôpital au 78 chemin de Montray, et une clinique privée, la clinique Charcot, au 51-53 avenue du commandant Charcot.
L’hôpital possède 170 lits répartis en
- 33 lits de maternité et chirurgie gynécologique
- 16 lits de médecine gériatrique
- 16 lits de soins de suite et de réadaptation (SSR)
- 105 lits de maison de retraite médicalisée

La clinique Charcot possède 106 lits avec
- un service ambulatoire
- deux unités de chirurgie et une unité de chirurgie de semaine
- un service de médecine
- une unité de chimiothérapie ambulatoire et de médecine de jour
- un service de soins continus

Elle accueille par ailleurs
- un laboratoire biologie ouvert au public
- une centre d'imagerie médicale (radiologie, IRM, échographie, scanner)
- un centre de radiothérapie
- un centre de dialyse de 72 lits

Dix pharmacies sont réparties dans les différents quartiers de Sainte-Foy.
Deux vétérinaires dont une clinique vétérinaire existent également sur le territoire de la commune.

### Sports
À Sainte Foy, l'activité sportive est dynamique avec un office municipal des sports, et 35 associations sportives y possèdent leurs sièges. Elles totalisent 7 000 adhérents. L'une d'elles (basket) se distingue par son appartenance à la division nationale 2.
La commune accueille un club de tir à l'arc depuis 1989, affilié aux fédérations FFTA et FFH ainsi qu'un club de pétanque.
Une école de Rugby League (Rugby XIII) est créée en 2014 avec le soutien du Comité Rhône-Alpes de Rugby XIII et compte plus de 130 licenciés.
Le Club Sportif Charcot compte plus de 800 adhérents dont plus de 200 pour le tennis de table. En juin 2011, le club a fêté ses cinquante ans d'existence ainsi que le jubilé de Christophe Durand plusieurs fois médaillé d'or en tennis de table aux jeux paralympiques. Guy Tisserand ancien président du club de tennis de table CS Charcot a été aussi plusieurs fois médaillé d'or aux jeux paralympiques. Il compte 28 titres nationaux et 14 titres internationaux.
La municipalité entretient une piscine située 6, avenue du 11 novembre.

### Environnement
Sainte Foy offre un cadre vie nature remarquable avec 20 % de son territoire (46 hectares) en espaces verts. Des jeux d'enfants et des agrès sportifs y sont entretenus.
La commune est particulièrement fleurie sur 18 sites où se répartissent 45 massifs de fleurs répartis entre les parcs, squares et jardins, les ronds points et autres îlots de voirie, avec 214 jardinières. Plus de 40 000 plantes sont ainsi entretenues chaque année dont certaines demandent deux arrosages par semaine.
Tous les 8 mai, le vallon du chemin des prés se transforme en marché aux fleurs et produits du terroir. Cet endroit constitue toute l'année un espace de promenade verdoyant pour les vélos et les rollers. Il se prolonge par le chemin des Hauts du Bois dominant le domaine forestier plus sauvage du Vallon des Sources, bordé d'un pré où paissent des bovins.

### Cadre de vie
La proportion de logements sociaux est faible : 8,4 % de HLM en 2006[réf. nécessaire]. La proximité du centre-ville de Lyon, accessible en moins de 20 minutes grâce aux lignes C19, C20 et 49 des transports en commun de Lyon notamment et le nombre important de demeures « de prestige » explique l'attrait des hauts-revenus lyonnais pour cette ville. La ville révèle plusieurs facettes : des quartiers populaires de Saint-Luc aux quartiers résidentiels de Châtelain ou du Vallon, du Centre ou de l'Hormet, la ville est une mosaïque sociale assez restreinte néanmoins car l'image « d'un havre pour les riches lyonnais en recherche d'un peu d'espace et de verdure »[réf. nécessaire] persiste, aussi bien dans les faits que dans les esprits. [réf. nécessaire]

## Culture locale et patrimoine

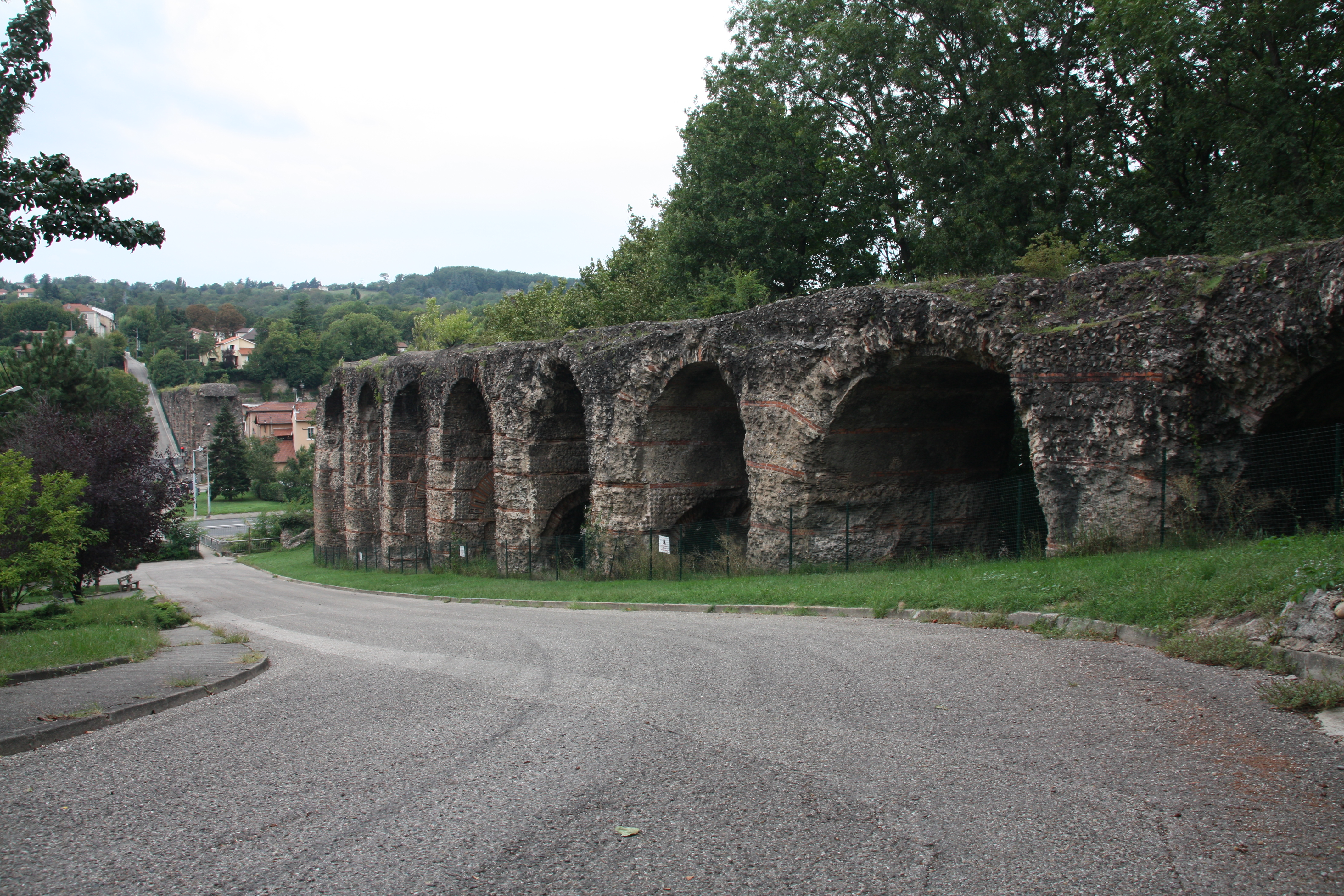
Vestiges du pont-siphon de l'Yzeron de l'aqueduc romain du Gier Au lieu-dit de Beaunant à Sainte-Foy-lès-Lyon

### Patrimoine architectural
- Église Sainte-Foy ;
- Église Sainte-Thérèse ;
- Église Saint-Luc ;

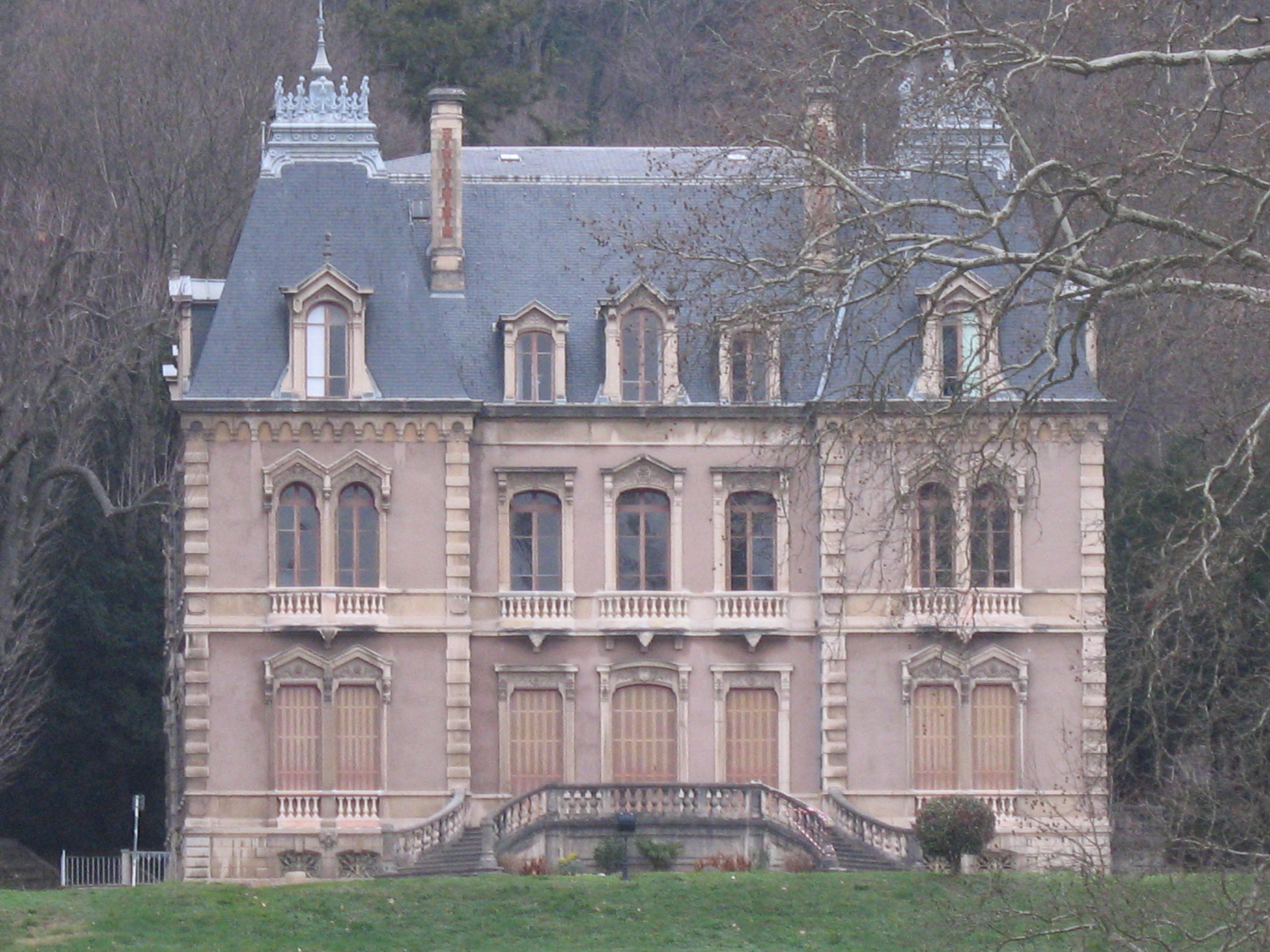
Château de la Bachasse

- L'aqueduc du Gier traverse toute la commune de Sainte-Foy-lès-Lyon du sud-ouest au lieu-dit Beaunant, au nord-est dans le quartier du Petit Sainte-Foy, sur une longueur de 4 170 m, et franchit la vallée de l'Yzeron par 72 arches dont certaines sont conservées. La partie la plus intéressante de ces vestiges comporte un pont-siphon qui traverse la vallée de l'Yzeron aux « Aqueducs de Beaunant » et qui est destiné à faire remonter l'eau à partir du pied de la colline. Très négligé, l'environnement de ce pont-siphon a subi une nette dégradation du fait d'un laissé faire des autorités et d'une urbanisation incontrôlée. Le sommet de cet ouvrage, lentement colonisé par la végétation témoigne aussi de cette négligence dans la préservation d'un édifice bientôt bimillénaire. Une autre partie importante de l'aqueduc (cette partie est restaurée) est visible sur la commune de Chaponost dans un cadre préservé et encore champêtre ;
- la tour du télégraphe Chappe : le relais de Sainte-Foy-lès-Lyon est le vestige du réseau de télécommunications élaboré par Claude Chappe à la fin du XVIIIe siècle. Il est situé sur la ligne Paris-Lyon-Toulon, entre le relais de Lyon Saint-Just, à 2,4 km au nord, et celui du clocher d'Irigny, à 7,4 km au sud. Elle est l'une des rares tours encore en état sur l'ensemble du réseau, parce que restaurée et fonctionnelle avec son mécanisme ;
- le séminaire Saint-Irénée est construit entre 1902 et 1903, sur les plans du deuxième architecte de la basilique Notre-Dame de Fourvière Sainte-Marie Perrin, le bâtiment abrite d'abord le Séminaire de philosophie et il devint École supérieure de théologie à la suite de la séparation de l’Église et de l’État en 1905. En 1928, un nouveau séminaire de philosophie, la Maison Saint-Joseph, est construit à proximité du séminaire Saint-Irénée sur la commune de Francheville. Placé sous la direction de la compagnie de Saint-Sulpice, le séminaire interdiocésain Saint-Irénée regroupe, depuis 1972, l’enseignement de la philosophie et de la théologie. C'est en ce lieu que se sont formés jusqu'en 2007 la plupart des prêtres de la région apostolique centre-est, regroupant les diocèses de Lyon, Autun, Clermont-Ferrand, Le Puy-en-Velay, Saint-Étienne, Viviers, Valence, Grenoble, Chambéry, Annecy et de quatre diocèses associés, Dijon, Besançon, Belfort et Saint-Claude. Le pape Jean-Paul II y a résidé lors de son séjour à Lyon, en octobre 1986. Le séminaire Saint-Irénée a déménagé vers Fourvière en 2010 ;
- la pagode Thiện Minh ;
- le château de la Bachasse ;
- le fort de Sainte-Foy.

### Héraldique et logotype

#### Héraldique
| Blason de Sainte-Foy-lès-Lyon | Les armes de la commune de Sainte-Foy-lès-Lyon se blasonnent ainsi : D'azur à la foi d'argent mouvant des flancs, accompagnée, en chef, d'une couronne d'or et, en pointe, d'une tête de lion arrachée du même lampassée de gueules. |

#### Logo
| Logo de Sainte-Foy-lès-Lyon | Logo de Sainte-Foy-lès-Lyon : … |

### Personnalités liées à la commune
- Clair Tisseur (1827-1895), écrivain et architecte, auteur du  Littré de la Grand'Côte, est natif de la commune et y a été inhumé.
- Ferdinand Arnodin (1845-1924), ingénieur et industriel, constructeur de très nombreux ponts suspendus ou transbordeurs, y est né.
- Alexis Carrel, (1873-1944), chirurgien et biologiste, prix Nobel de physiologie ou médecine en 1912, s'est fait mondialement connaître par la publication de L'Homme, cet inconnu, en 1935, favorable à l'eugénisme et membre du PPF, parti pro-nazi de Jacques Doriot durant l'Occupation, est né à Sainte-Foy-lès-Lyon. Une rue de la commune porte son nom. Une petite sculpture commémorative en bronze est érigée esplanade Lichfield jouxtant l'église.
- René Leriche (1879-1955), chirurgien, repose au cimetière.
- Émile Zeizig (1887-1944), né à Sainte-Foy-lès-Lyon où il était commerçant, place Xavier-Ricard, il est une des sept victimes de l'exécution des sept Juifs au cimetière de Rillieux. Une rue de la commune porte son nom.
- Marcel Achard (1899-1974), académicien, écrivain, homme de cinéma et de théâtre, y est né. Sa maison natale se trouve place Xavier Ricard.
- Alban Vistel (1905-1994), éditeur de bandes dessinées, écrivain, historien, commandant militaire de la région de Lyon pendant la Résistance et Compagnon de la Libération, est mort dans la commune et y est inhumé.
- Pierre Molaine (1906-2000), écrivain, Prix Renaudot en 1950, est inhumé dans le cimetière de la commune.
- Frédéric Dard (1921-2000), alias San-Antonio, écrivain, a vécu dans le quartier de la Plaine durant l'occupation[41].
- Patrice Dard (1944-), écrivain, fils de Frédéric Dard, y est né.
- Bernard Preynat (1945-), prêtre de la commune, accusé d'avoir abusé sexuellement d’enfants entre 1972 et 1991, lors de l’organisation de camps scouts.
- Éric-Emmanuel Schmitt (1960-), dramaturge, nouvelliste, romancier et réalisateur français naturalisé belge en 2008, y est né.
- Fernand Fédronic (1964-), patineur français de patinage artistique, y est né.
- Florian Maurice (1974-), footballeur international, y est né.
- Frédéric Kanouté (1977-), footballeur franco-malien, international malien et vainqueur de 2 coupes d'Europe (Coupe de l'UEFA 2006, 2007), y est né.
- Florent Balmont (1980-), footballeur, y est né.
- Ȼôme (1987-), musicien français.
- Jean-Baptiste Maunier (1990-), chanteur, acteur et mannequin révélé par le film Les Choristes, a passé sa jeunesse à Sainte-Foy-lès-Lyon.
- Astrid Veillon (1971-), comédienne, y est née
- Mehdi Zeffane (1992-), footballeur franco-algérien, international algérien et vainqueur de la Coupe d'Afrique des Nations 2019, y est né.

## Économie

### Revenus de la population et fiscalité
En 2010, le revenu fiscal médian par ménage était de 37 088 € ce qui plaçait Sainte-Foy-lès-Lyon au 4 463e rang parmi les 31 525 communes de plus de 39 ménages en métropole.

### Emploi
En 2005, 44,4 % de la population est active, 21,5 % des Fidésiens travaillent dans la commune, 4 Fidésiennes (25 à 59 ans) sur 5 travaillent (3 sur 4 en 1990) et le taux de chômage s'élève à 7 %, inférieur à la moyenne du Grand Lyon (11,4 %) et du département (13 %).

### Entreprises et commerces
Entreprise fidésienne de réputation internationale, les Laboratoires Boiron, leader mondial de l'homéopathie, sont installés sur la commune depuis 1974 et y emploient 550 salariés.

## Jumelages et partenariats
| \| Sainte-Foy-lès-Lyon Lichfield Limburg an der Lahn Kraljevo \| Localisation de Sainte-Foy-lès-Lyon, Limburg an der Lahn, Lichfield et Kraljevo. |
| Sainte-Foy-lès-Lyon Lichfield Limburg an der Lahn Kraljevo                                                                                        |

- Limburg an der Lahn (Allemagne) - Jumelage
- Lichfield (Angleterre) - Jumelage
- Kraljevo (Serbie) - Partenariat